# Ashmeadiella rubrella
Ashmeadiella rubrella là một loài Hymenoptera trong họ Megachilidae. Loài này được Michener mô tả khoa học năm 1949.